# ツタウルシ
ツタウルシ（蔦漆・野葛、学名: Toxicodendron orientale ）は、ウルシ科ウルシ属の落葉蔓性木本。雌雄異株。山地に生える有毒植物。和名の由来は、ウルシの仲間で、伸びるつるがツタのように気根を使って他の木に這い上がることから名づけられている。別名、ウルシヅタ。

## 分布と生育環境
日本では、北海道、本州、四国、九州に分布し、山地の落葉樹林内に生育する。ほぼ日本中の山地や丘陵地に分布していて、寒冷な山地に多いが、低地のスギ林や海岸林にも生える。高木などの幹に気根を出して巻き付いたりなどして這い上がり、または日の当たりのよい場所の倒木や岩盤、道路法面のコンクリート擁壁などを這い上がる。
海外では、樺太、南千島、朝鮮半島、中国大陸に分布する。

## 特徴
落葉つる性の木本。蔓から気根を出して、他の樹木の幹や岩などに絡みついて這い上がり、日の当たる場所で枝をほぼ水平に出す。樹皮は淡褐色で、波状に縦に裂けたあと灰黒色になる。若い枝には褐色の毛が密生し、特に枝先は多い。のちに毛は無くなり、小さい赤褐色の皮目が多数できる。
葉は互生し、3出複葉で、葉柄は長さ3 - 10センチメートル (cm) になり、葉柄には褐色の毛が散生する。小葉は卵状楕円形で、先は短くとがり、基部は鋭形から円形、頂小葉は長さ5 - 15 cm、幅3 - 9 cm、小葉柄は10 - 20ミリメートル (mm) 、側小葉は長さ5 - 12 cm、幅3.5 - 7 cm、小葉柄は2 - 4 mmになる。葉の表面は無毛、裏面の側脈の基部に褐色の毛が生え、葉の縁は全縁となるが、若い個体、あるいは小型の葉では、小葉の縁に少数の粗い鋸歯がある。ウルシの仲間は小葉がたくさんついた羽状複葉であることが多いが、ツタウルシは3小葉であるのが特徴。樹液が肌につくとかぶれる。
花期は5 - 6月。葉腋から総状花序を出して小さな花が多数つく。萼片は5個で、長さ1 - 1.5 mmになる楕円形で先が丸く色は緑色。花弁は5個あり、長さ2.5 - 3 mmになる長楕円形で、黄緑色になり、雄花、雌花ともに反り返る。雄花には雄蕊が5個あり、雌花には退化した雄蕊5個と雌蕊が1個ある。花柱は先が3裂する。果実は直径5 - 6 mmになる扁球形の核果で、8 - 9月に黄褐色に熟し、縦に筋があり表面に短毛が散生する。核果の外果皮はのちにはがれ、白いロウ質の中果皮が露出する。
葉は、晩秋に赤や黄色に紅葉する。秋の紅葉時期は早く、澄んだ赤色に染まり、少し日当たりが悪いところでは橙色や黄色で鮮やかなグラデーションが見られる。紅葉は見事で、絡みついた他の木に花が咲いたようにさえ見える。葉は長い葉柄の先に3枚ずつつくので、山菜のイワガラミ（アジサイ科）などと区別がつく。
冬芽は裸芽で、よく先端が曲がり、明褐色の毛が密生する。枝先の頂芽はよく副芽を伴なってつき、側芽は小さく、枝に互生する。葉痕は心形や腎形で、維管束痕は7個つく。
- 雄花序。
- 雌花序。
- 葉は3出複葉。

## 有毒成分
葉に漆成分のラッコールが含まれるため、皮膚に触れると炎症を起こしてひどくかぶれることがある。ウルシ同様に毒性が強く、弱い人は近くを通るだけでもかぶれると言われるほどである。

## 下位分類
和名および学名の記載はYListによる。
- タイワンツタウルシ Toxicodendron orientale Greene subsp. hispidum (Engl.) Yonek. - 中国にまれに産する[9]。